# Anik F3
O Anik F3 é um satélite de comunicação geoestacionário canadense da série Anik construído pela EADS Astrium. Ele está está coposicionado junto com o Anik F1 na posição orbital de 118,7 graus de longitude oeste e é administrado pela Telesat Canada, com sede em Ottawa no Canadá. O satélite foi baseado na plataforma Eurostar-3000S e sua expectativa de vida útil é de 15 anos. Além da transmissão de programas de rádio e de televisão, ele também oferece a capacidade de transferência de telefone e serviços de Internet de banda larga.

## Lançamento
O satélite foi lançado com sucesso ao espaço no dia 9 de abril de 2007, às 22:54 UTC, por meio de um veículo Proton-M/Briz-M a partir do Cosmódromo de Baikonur, no Cazaquistão. Ele tinha uma massa de lançamento de 4.634 kg.

## Capacidade e cobertura
O  Anik F3 é equipado com 32 transponders em banda Ku, 24 em banda C e dois em banda Ka para fornecer serviços de áudio e vídeo em toda a América do Norte.